# 피에타르사리

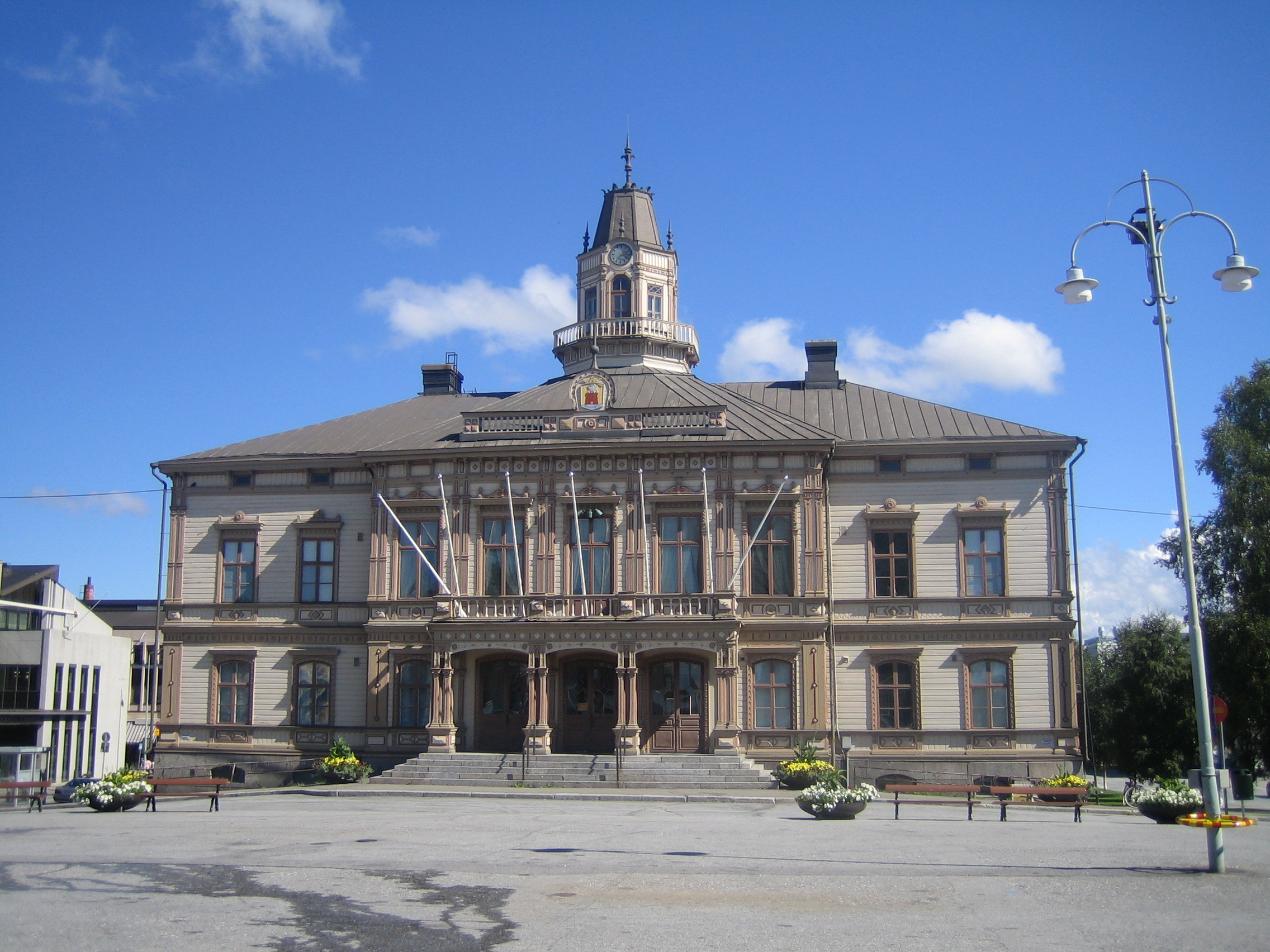
피에타르사리 옛 시청사

피에타르사리의 위치

피에타르사리(핀란드어: Pietarsaari, 스웨덴어: Jakobstad 야콥스타드[*])는 핀란드 서부 연안에 위치한 도시로, 면적은 396.25km2, 인구는 19,652명(2012년 기준), 인구 밀도는 222.53명/km2이다. 행정 구역상으로는 포흐얀마 지역에 속한다.

시 문장

## 역사

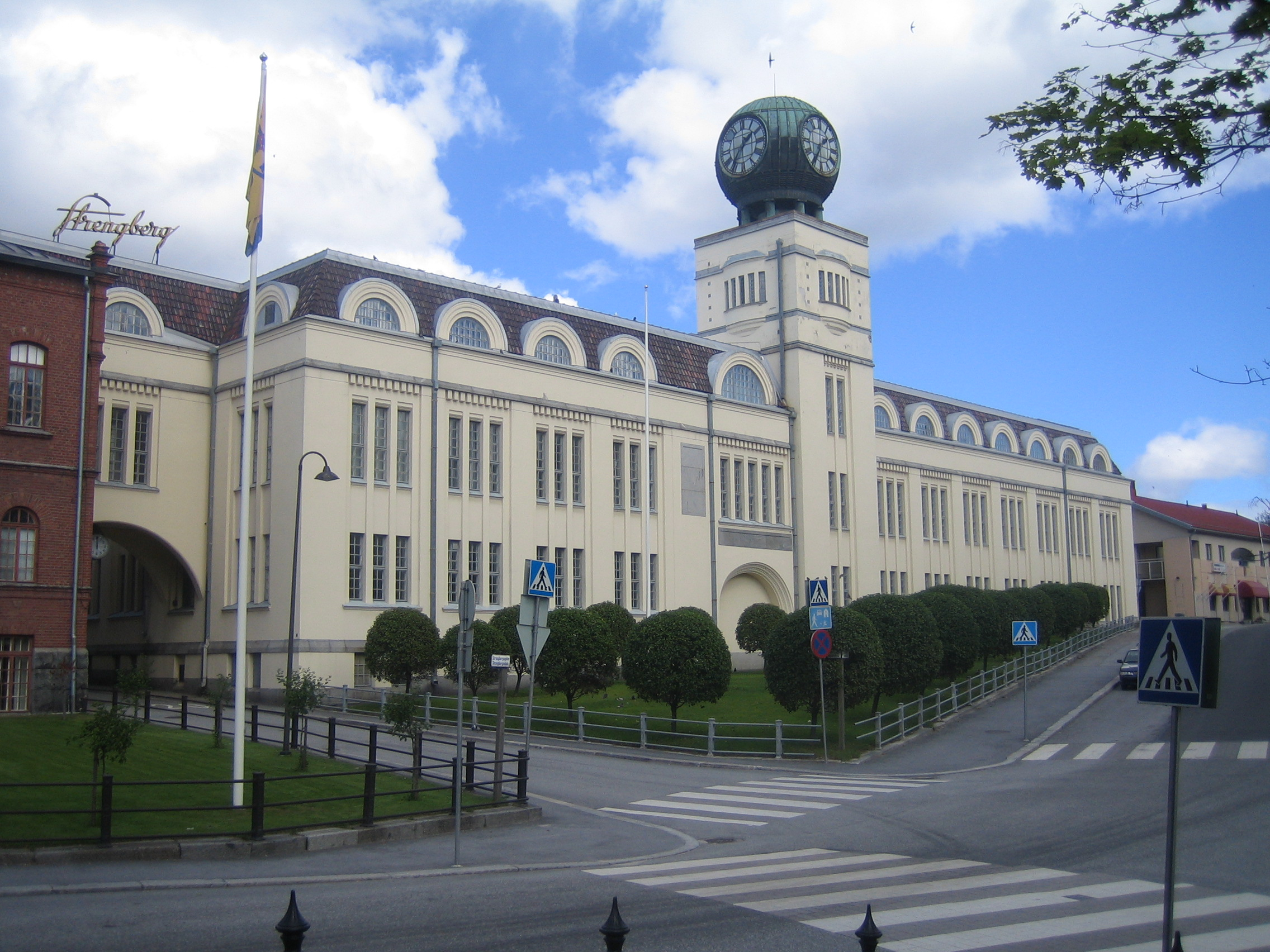
피에타르사리 담배 공장

1652년 스웨덴 군사령관 야코브 데 라 가르디에(Jacob De la Gardie)의 미망인인 에바 브라헤(Ebba Brahe)에 의해서 설립되었으며 크리스티나 여왕에 의해 도시로 인정되었다. 당시에는 조그마한 마을에 불과했고 1680년에는 코콜라, 오울루, 뉘칼레뷔에 거주하던 주민들을 이주하려고 했지만 좌절되고 만다.
대북방 전쟁 당시 러시아군의 침공으로 마을 대부분이 파괴되는 바람에 많은 주민들이 피에타르사리를 떠났다. 이 때 배를 갖고 있던 주민들은 바다를 건너 스웨덴에 피신했다. 배를 갖고 있지 않은 주민들은 숲이나 가까이의 섬에 도주했지만 대다수가 포로로 끌려가 살해당했다. 1720년대에 주민들이 귀환했고 1731년 교회가 건설되었다. 이 때부터 타르 생산이나 담배 포장 등 담배 관련 사업의 중심지로 크게 발전했다.
19세기 전반에 일어난 스웨덴-러시아 전쟁, 1835년에 일어난 대화재로 인해 크게 파괴되기도 했지만 경제적인 발전은 계속 진행되었다. 1850년 이후에 맥주 양조장과 성냥 공장, 은행 등이 들어섰고 1859년에는 증기 기관을 이용한 제재소가 건설되었다. 크림 전쟁 당시 영국·프랑스 연합군의 발트해 봉쇄의 영향으로 인해 조선업과 무역에서 큰 손해를 입었다.
제2차 세계 대전 당시 소비에트 연방 군대의 폭격으로 인해 많은 사상자가 발생했다. 1960년대 당시까지만 해도 스웨덴어를 구사하는 주민들이 압도적으로 많았지만 1960년부터 1970년대까지 산업 발전으로 인한 노동자 전입이 증가하면서 핀란드어를 구사하는 주민들의 비율이 증가했다. 현재는 스웨덴어를 구사하는 인구가 56%, 핀란드어를 구사하는 인구가 40%를 차지한다.

## 사진

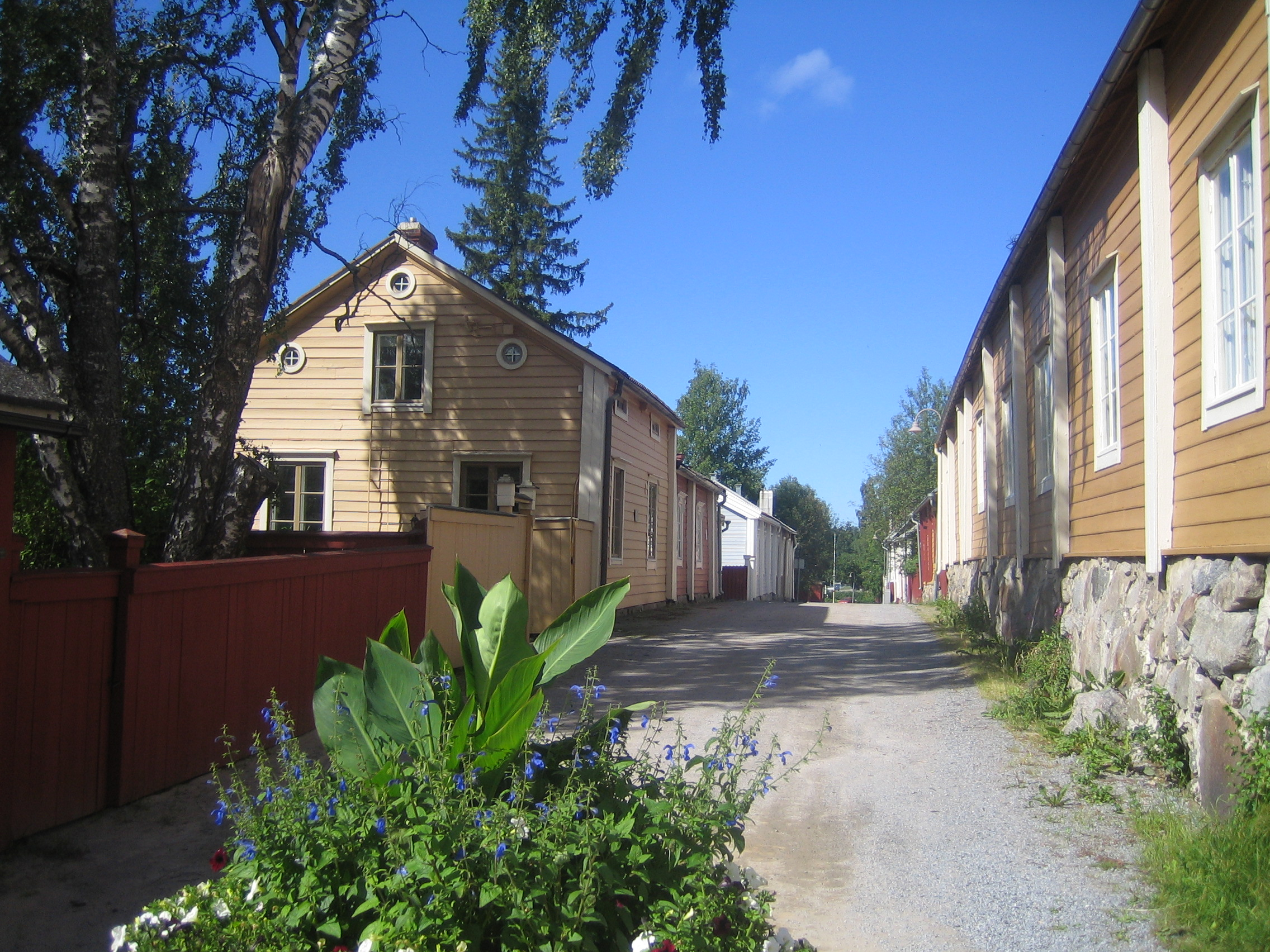
스카라 구 시가지
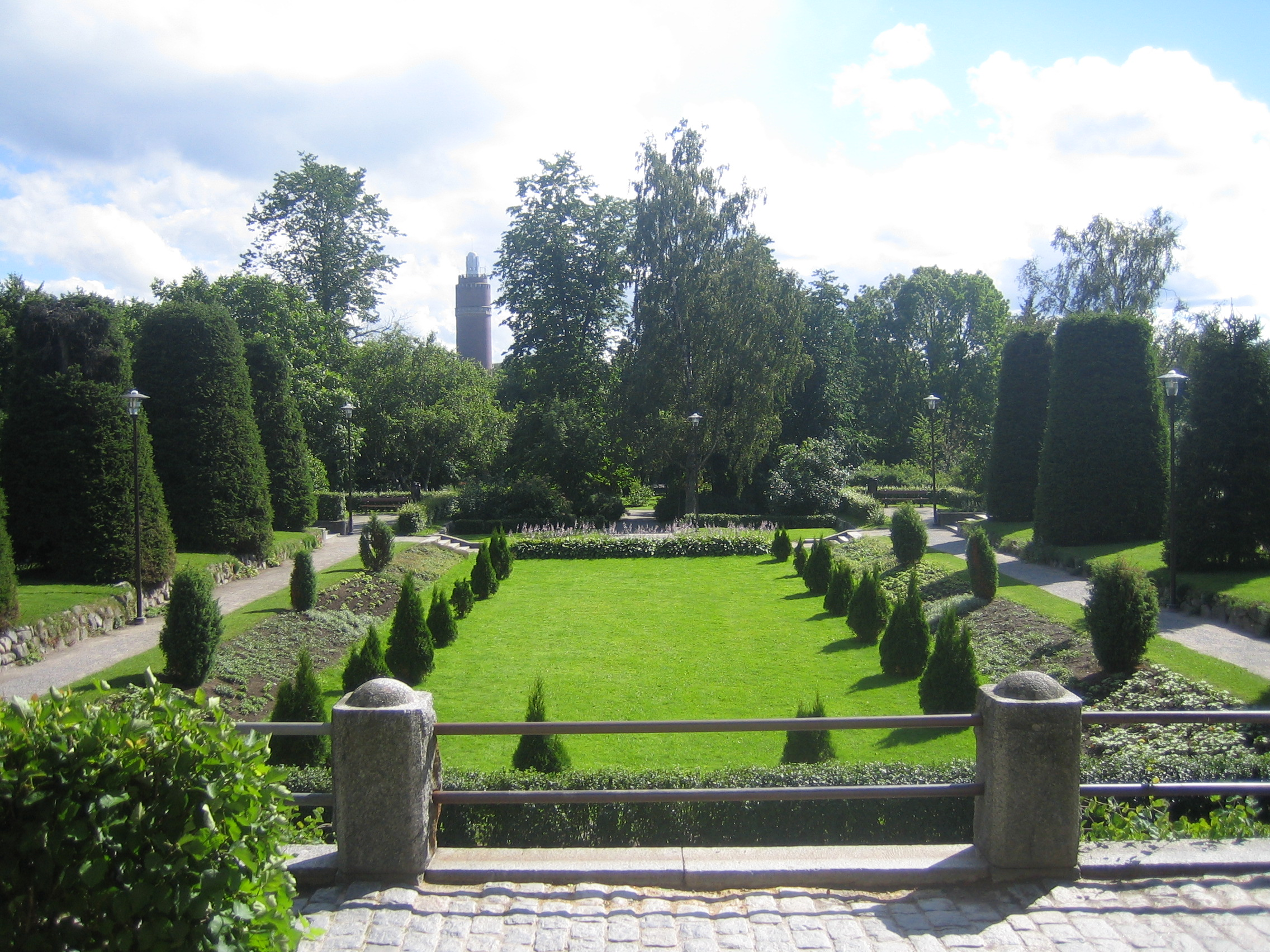
스콜파르켄 식물원

## 출신 인물
- 요한 루드비그 루네베리

## 자매 도시
- 노르웨이 아스케르
- 독일 뷘데
- 덴마크 루데르스달 시
- 스웨덴 에슬뢰브
- 아이슬란드 가르다바이르
- 라트비아 유르말라
- 미국 뉴욕주 제임스타운
- 스웨덴 쇠데르함